# SPINK6
SPINK6 (англ. Serine peptidase inhibitor, Kazal type 6) – білок, який кодується однойменним геном, розташованим у людей на 5-й хромосомі. Довжина поліпептидного ланцюга білка становить 80 амінокислот, а молекулярна маса — 8 585.
| 10         |  | 20         |  | 30         |  | 40         |  | 50         |
| ---------- |  | ---------- |  | ---------- |  | ---------- |  | ---------- |
| MKLSGMFLLL |  | SLALFCFLTG |  | VFSQGGQVDC |  | GEFQDPKVYC |  | TRESNPHCGS |
| DGQTYGNKCA |  | FCKAIVKSGG |  | KISLKHPGKC |  |            |  |            |

A: Аланін

C: Цистеїн

D: Аспарагінова кислота

E: Глутамінова кислота

F: Фенілаланін

G: Гліцин

H: Гістидин

I: Ізолейцин

K: Лізин

L: Лейцин

M: Метіонін

N: Аспарагін

P: Пролін

Q: Глутамін

R: Аргінін

S: Серин

T: Треонін

V: Валін

Кодований геном білок за функціями належить до інгібіторів протеаз, інгібіторів серинових протеаз. 
Секретований назовні.